# イドエンターテインメント
株式会社イドエンターテインメント（id ENTERTAINMENT）は、日本の芸能プロダクション。

## 概要
2000年5月12日イドレコーズ(現イドエンターテインメント)設立。

## アーティスト
- FUNKY MONKEY BΛBY'S
  - ファンキー加藤
  - モン吉
- back number
- SPICY CHOCOLATE
- THE BEAT GARDEN
- Uru

## 過去の所属アーティスト
- Miss Monday
- 上村昌弥
- あゆみくりかまき
- 寿君
- ザ・モアイズユー